# Muralla de Villalba de los Alcores
La muralla de Villalba de los Alcores, correspondiente al siglo XII, está situada en dicho municipio vallisoletano (España) y es considerada como uno de los grandes emblemas representativos de esta localidad.

## Descripción
La imagen de Villalba de los Alcores está marcada por su estilo medieval y su muralla. Esta fortificación, mandada levantar por Alfonso Téllez de Meneses a finales del siglo XII, fue reforzada en el último tercio del siglo XV bajo el dominio del conde de Benavente, quien reconstruyó los cubos destruidos durante su asedio para capturar la villa.
La muralla llegó a tener treinta y seis cubos, torreones de sillería, con planta próxima al círculo y cubierta abovedada, cuyo diseño responde a las tácticas artilleras nacientes en esta época.
La comunicación con el exterior se mantenía gracias a dos puertas que se abrían en sus muros: la puerta llamada de “Abajo”, al norte de la villa, junto a la iglesia de Santiago Apóstol, y la puerta llamada de “Arriba”, al oriente, frente a la ermita del Santo Cristo del Humilladero.
Junto a su función defensiva, sirvieron para fortalecer la imagen de poder del nuevo propietario de la villa.
Actualmente solo quedan siete cubos, dispersos y camuflados en el entramado urbano, de los cuales cuatro tienen diversas exposiciones relacionadas con la villa. Su uso como pajares, garajes, corrales, viviendas, y la utilización de su piedra para otras construcciones los han deteriorado hasta el punto de llevarlos a un evidente riesgo de desaparición, a pesar de ser parte de un conjunto histórico declarado Bien de Interés Cultural en 1993.

## Galería de imágenes

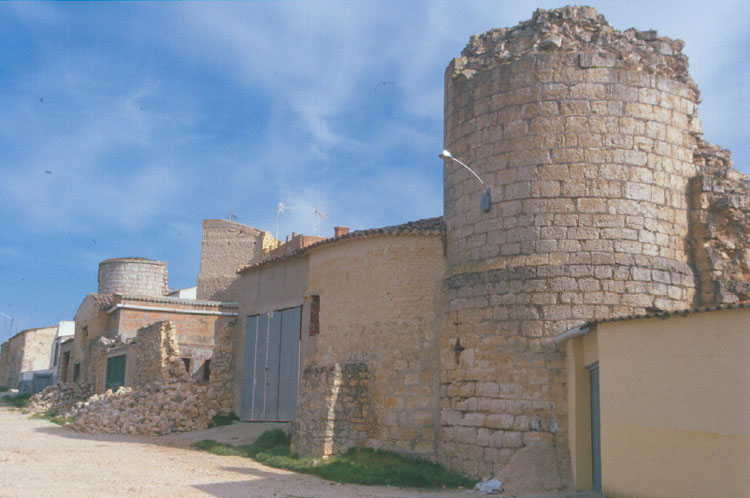
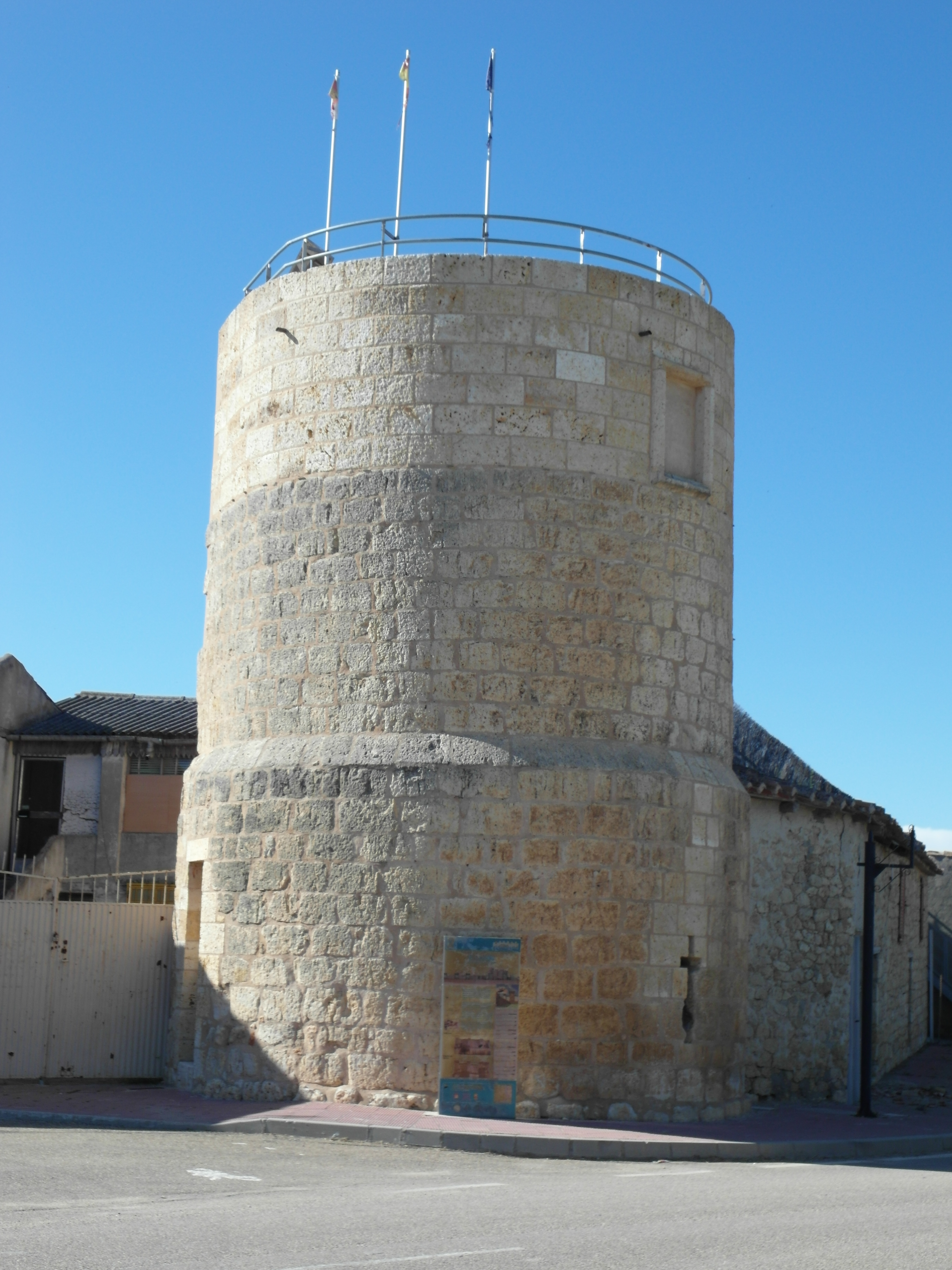
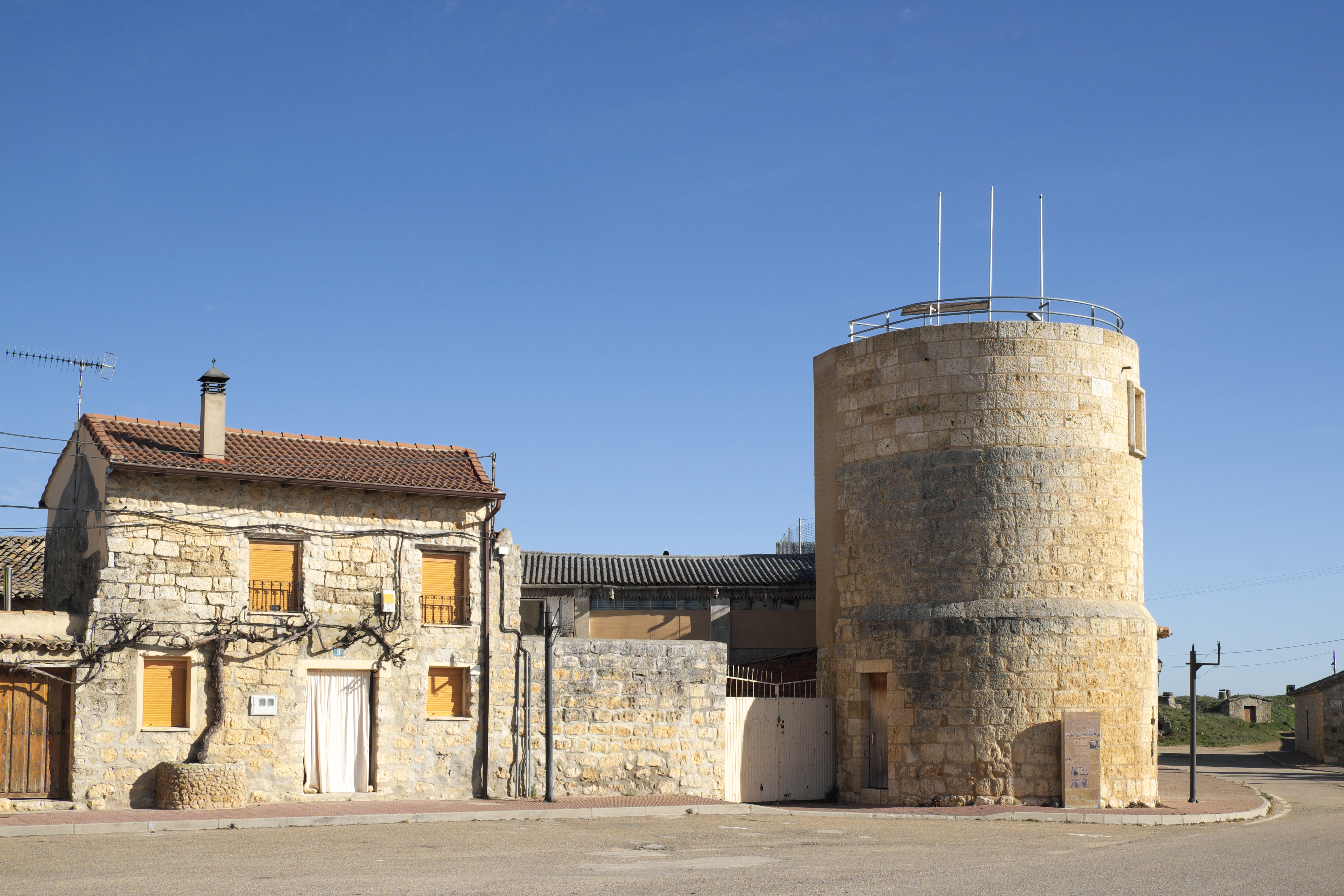
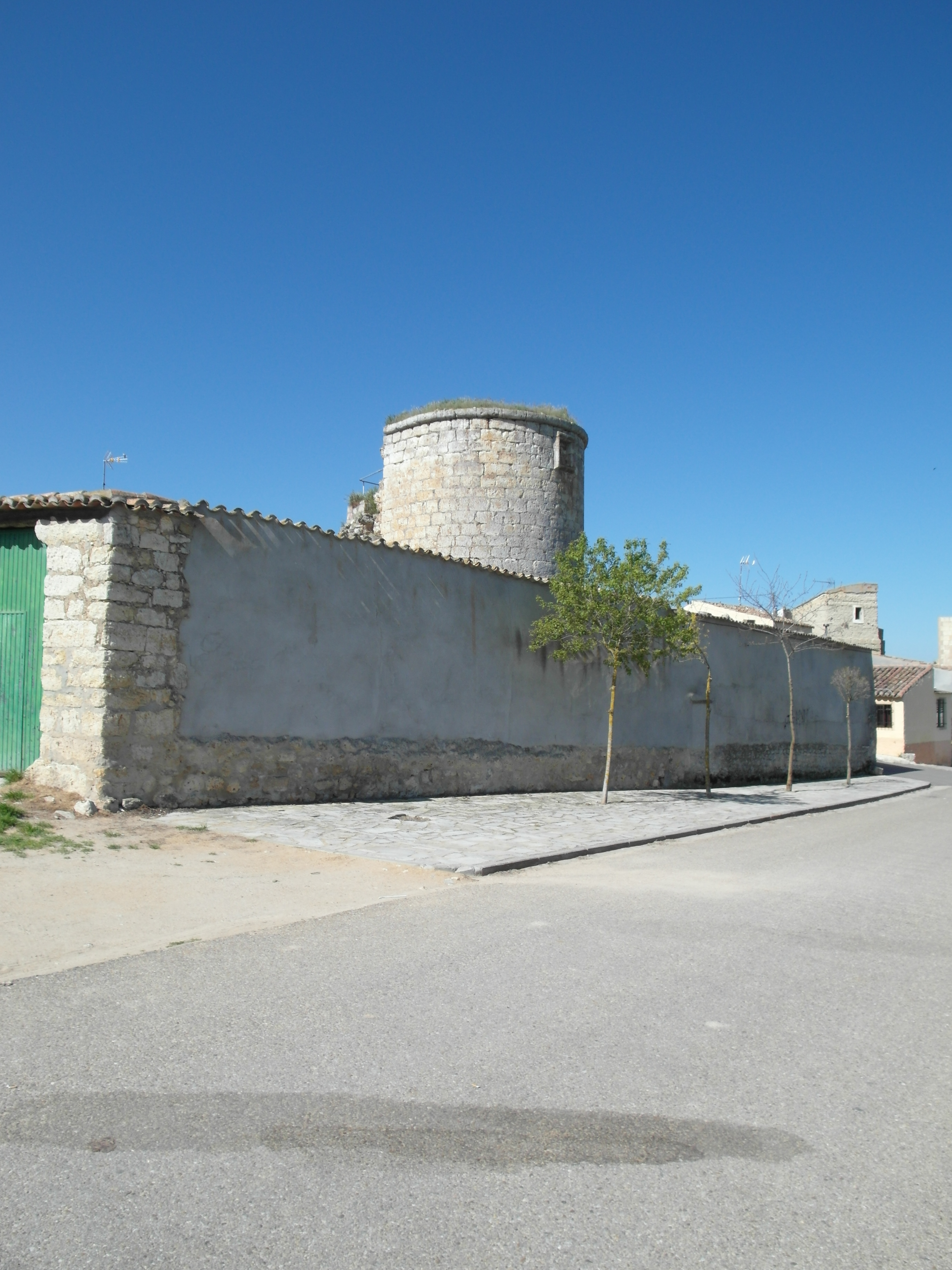
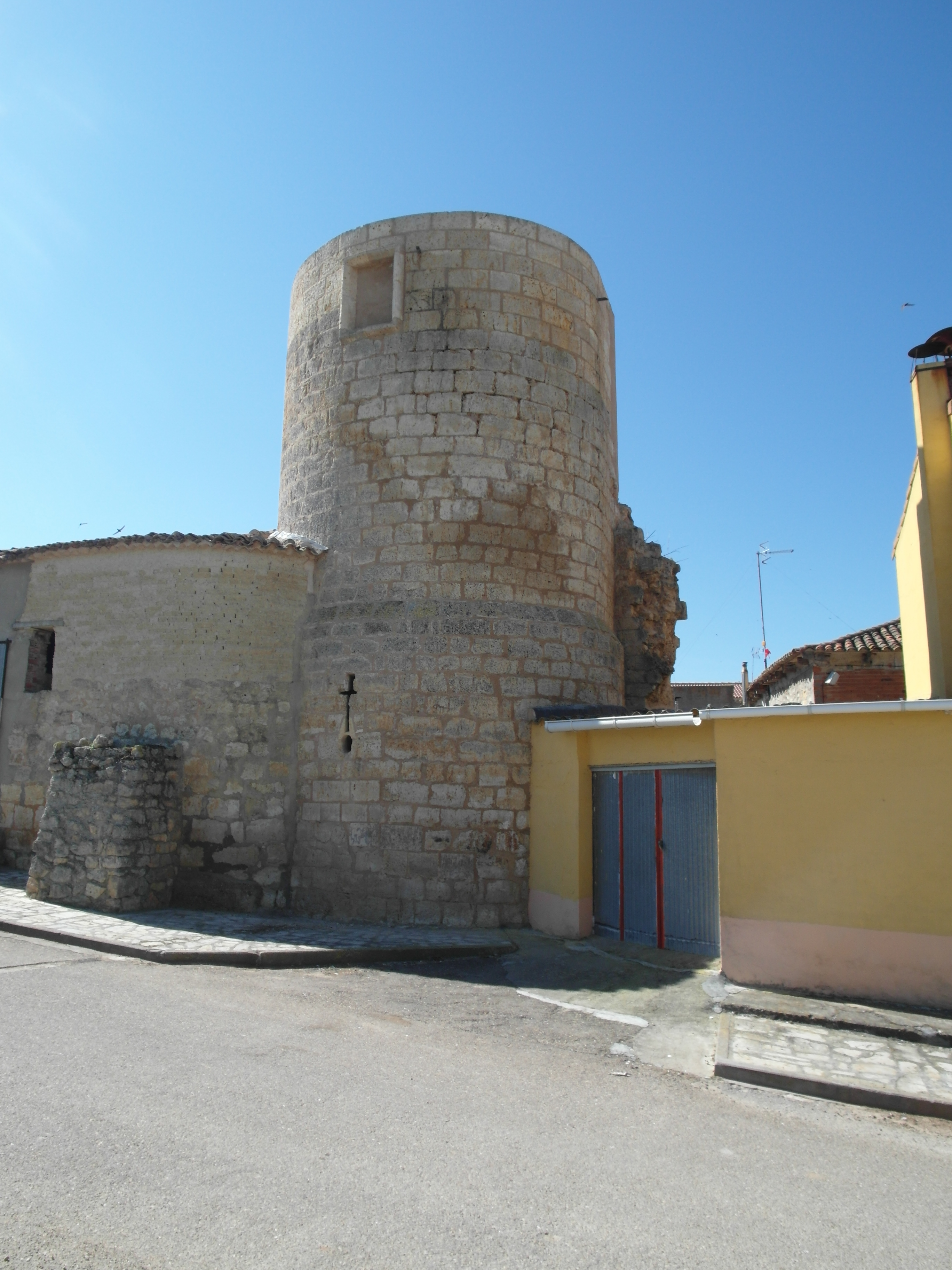